# Saimir Tahiri
Saimir Tahiri (ur. 30 października 1979 w Tiranie) – albański polityk i prawnik, minister spraw wewnętrznych w latach 2013–2017. 

## Życiorys
Ukończył studia prawnicze na Uniwersytecie Tirańskim, broniąc pracy doktorskiej z zakresu ordynacji wyborczej w Albanii. W latach 2006–2008 prowadził wykłady na Uniwersytecie Tirańskim. W wyborach parlamentarnych 2009 został wybrany deputowanym Socjalistycznej Partii Albanii z okręgu Tirana. W parlamencie pełnił funkcję wiceprzewodniczącego komisji legislacyjnej. 
W 2009 stanął na czele struktur Socjalistycznej Partii Albanii w okręgu Tirana. Od września 2013 do marca 2017 pełnił urząd ministra spraw wewnętrznych w rządzie Ediego Ramy. Podał się do dymisji w związku z oskarżeniami opozycji o powiązania ministerstwa ze światem przestępczym, zrzekł się także mandatu deputowanego. Po rezygnacji powrócił na stanowisko przewodniczącego Socjalistycznej Partii Albanii w okręgu Tirana.
W październiku 2017 r. Tahiri otrzymał zarzuty prokuratorskie, jako osoba podejrzewana o udział w handlu narkotykami. Z tego zarzutu Tahiri został uniewinniony, ale w 2019 skazano go za nadużycia władzy na karę trzech lat i czterech miesięcy w zawieszeniu.
Jest żonaty (w 2008 ożenił się z Fatlindą, wykładowcą Uniwersytetu Tirańskiego), ma syna o imieniu Drin.